# Estadio Alejandro Morera Soto
El Estadio Alejandro Morera Soto, también conocido en Costa Rica como la Catedral del Fútbol, fue inaugurado el 18 de enero de 1942 y está ubicado en Barrio El Llano, de la ciudad de Alajuela, de la Provincia de Alajuela. Es el estadio número 8 en capacidad de Centroamérica y el Caribe, y el tercero de Costa Rica. Con un aforo actual de 17,895 espectadores, para conciertos y demás eventos, puede albergar a más de 28 000 personas, entre cancha y graderías. Es la sede principal del club costarricense Liga Deportiva Alajuelense, también ha sido uno de los estadios sede de la Copa Mundial Femenina de Fútbol Sub-17 de 2014. Actualmente toda la energía que usa el estadio es 100 % solar, lo que lo convierte en el único estadio de toda Centroamérica, México y el Caribe, siendo uno de los pocos a nivel global en ser abastecido por completo a base de energía renovable mediante la utilización de paneles solares.
En el 2009 la gramilla fue certificada con las dos estrellas de la FIFA, esta es la máxima calificación que se le puede brindar a una gramilla por parte del máximo ente del fútbol mundial, la cual es necesaria para efectuar juegos internacionales clase A, a nivel de clubes y selecciones nacionales.
El nombre del estadio proviene del exfutbolista alajuelense Alejandro Morera Soto, El Alejandro Morera Soto también es conocido como la Bombonera tica por la presión que se siente según varios jugadores sudamericanos que visitaron la Catedral del fútbol esto por la presión y la euforia de los aficiónados alajuelenses.

## Historia
El proyecto de contar con el propio estadio se gestó el 18 de abril de 1938, cuando en la sesión de Junta Directiva de ese año el directivo Carlos Bolaños propuso la idea de adquirir los terrenos para contar con una cancha propia.
En 1940 se adquirieron los terrenos para la construcción del mismo, a ¢0.80 el metro cuadrado y fue hasta dos años después cuando el equipo rojinegro jugó el primer partido en su nueva cancha. Se inaugura el estadio en un partido ante el Cartaginés. El precio de la entrada fue de ¢0.25 para hombres y ¢0.10 para mujeres.
La gradería fue de madera, la que se empleó en el Estadio Nacional y fue donada a LDA. Esta gradería fue donada por medio de gestiones de César Rojas ante el presidente de ese momento, el Dr. Calderón Guardia. El Traslado de los materiales se logró gracias a que la administración del Ferrocarril al Pacífico regaló el transporte hasta Alajuela. Una vez en la ciudad, camiones de la municipalidad hicieron el traslado hasta el estadio. La Segunda Gradería se construye con la cooperación del pueblo alajuelense.
Además el 20 de julio de 1966 en la sesión ordinaria No 2776 de la Municipalidad, se acordó bautizar el Estadio Municipal con el nombre de Alejandro Morera Soto, en una sesión llevada a cabo por el presidente municipal César Rojas Ulloa y por el resto del Consejo presente.
Es hasta en 1979 cuando se lleva a cabo el proyecto de ampliación con la construcción de las graderías superiores de Sol Oeste, Sombra Sur y Sombra Este, trabajos que son inaugurados en 1982. Previo a esas modificaciones, el Morera Soto contaba con 10 gradas de cemento que daban la vuelta al terreno de juego.
Para 1985 se completó la construcción con la gradería de Sol Norte y la instalación del primer marcador electrónico. Una de las últimas ampliaciones fue la construcción del Palco Oeste, inaugurados en 1998 donde además están instaladas las cabinas de transmisión para las radio emisoras y canales de TV.
| 18 de junio del 1942 | L.D. Alajuelense | 2:1     | C.S. Cartaginés | Estadio de Alajuela, Alajuela |  |
|                      |                  | Reporte |                 |                               |  |
| Inauguración         |                  |         |                 |                               |  |

El primer sistema de alumbrado para realizar partidos nocturnos se inauguró el 19 de marzo de 1970 en un juego de L.D. Alajuelense vs Motagua F. C. de Honduras con resultado favorable para los manudos de 4 goles por 1. El 6 de agosto de 2017 queda bautizada la gramilla híbrida del estadio con el nombre de Álvaro Vega, quien durante muchos años cuidó la cancha natural hasta que fue removida por la sintética en 2009.
Para el centenario del club, en 2019 se celebra día del liguismo, con una actividad denominada Seguiremos Latiendo, y se realiza un juego de Leyendas del club ante otros figuras mundiales.

## Datos del estadio
- → General
  - Inauguración: 18 de enero de 1942, Alajuelense 2-1 Cartaginés
  - Bautizado: 20 de julio de 1966 con el nombre de  Alejandro Morera Soto
  - Finales: Estadio más utilizado en finales por Campeonato Nacional (22) (récord)[29]
- → Juegos
  - Primer juego de campeonato: 14 de agosto de 1949, Alajuelense 2-6 Gimnástica Española
  - Primer juego internacional: 15 de enero de 1952, Alajuelense 2-4  Bánfield
  - Primer juego de selección: 2 de agosto de 1983, Costa Rica 3-0 Selección de Cuba
  - Primer juego con luz artificial: 19 de marzo de 1970, Alajuelense 4-1  F. C. Motagua[30][31][32]
  - Juegos de campeonato: +1 563 (1949-)[33][34]
  - Juegos de selección: 20.
  - Juegos interclubes: 165.
  - Juegos internacionales: +195.
  - Juegos de copa: 40.
  - Juegos totales: +1787[35]
- → Goles[36]
  - Primer gol campeonato:  Francisco Zeledón, L. D. Alajuelense.
  - Primer gol costarricense en interclubes:  Jorge Umaña, L. D. Alajuelense.
  - Primer gol de selección:  Guillermo Guardia.
  - Mejor anotador en el estadio:  Errol Daniels con 99.
  - Goles por campeonato nacional: +4 533.
  - Goles en juegos internacionales: 334 desde 1952[37]

Actualizado al 25 de agosto de 2019.
| - Gradería Norte Marvin Gordon - Gradería Sur Alejandro González - Gradería Oeste Wilmer López - Gramilla Álvaro Vega - Camerino Francisco Álvarez - Gimnasio, Primer Equipo Carlos Alvarado - Gimnasio, Liga Menor Juan José Gámez - Gimnasio, Multiuso Salvador Soto - Consultorio Médico Longino Soto - Palcos Oeste José Luis Rojas |

Por su aporte a la institución, secciones del inmueble han sido nombradas en homenaje a estas personas.

## Instalaciones
En el estadio se encuentran ubicadas las oficinas administrativas del club. La Sala de la Gerencia General posee una galería fotográfica donde el público puede conocer un poco de la historia y las acciones memorables de Liga Deportiva Alajuelense.Además de ser el sitio de reunión de la junta directiva y lugar de las conferencias de prensa, la sala de sesiones guarda en su interior la historia del club. En sus vitrinas están los trofeos que han marcado el desarrollo de la institución manuda, desde los primeros obtenidos en 1919, cuando se jugó con el nombre de C. S. 11 de abril. Se puede observar el trofeo recibido por su primer título nacional en 1928, así como los últimos trofeos de los campeonatos nacionales y la Copa de Campeones de la CONCACAF 2004. También, el trofeo recibido en la gira por México de 1931, así como el que otorgó el Shaá de Irán en la gira mundial de 1960. En total, hay aproximadamente 500 trofeos que marcan las distintas épocas y logros de esta institución deportiva.
Las dimensiones del terreno de juego son de 120 metros de largo por 75 metros de ancho, y una capacidad total de 17 895 espectadores autorizados por la Comisión Nacional de Emergencia. La institución posee todas las pólizas de seguros que se ofrecen en el mercado costarricense para este tipo de edificaciones, con el fin de proteger a las personas y al inmueble ante eventualidades de cualquier naturaleza.
Una de las últimas mejoras fue la renovación del sistema de iluminación que se inauguró el 20 de marzo del 2013, lo que pone a la vanguardia a la Institución al alcanzar los niveles de iluminación establecidos por la Federación Internacional de Fútbol Asociado (FIFA) para encuentros nocturnos internacionales clase A. El estadio es el primero de la región centroamericana y del Caribe en contar con un cobertor para la gramilla, similar al del Estadio Azteca en México, lo que minimiza el riesgo de que los encuentros sean suspendidos por causa de la lluvia.
También en el Estadio Alejandro Morera Soto pueden encontrar un gimnasio con modernos equipos para trabajos de fortalecimiento muscular tanto para el primer equipo como para las divisiones inferiores. A la vez cuenta con una Clínica Médico Deportivo Longino Soto Pacheco, inaugurada en 1992 y donde reciben atención los jugadores de Liga Deportiva Alajuelense y sus divisiones inferiores. Además se brinda un servicio al público con la atención de un médico a tiempo completo y un fisioterapeuta. El 18 de julio del 2009 fue inaugurada la única gramilla sintética de quinta generación avalada por la FIFA tipo A, ya que en el país anteriormente el Deportivo Saprissa había instalado una gramilla sintética.
El 12 de septiembre del 2009, en un partido ante la Universidad de Costa Rica, se inauguró la primera y más moderna valla electrónica de toda Centroamérica, la imponente valla está compuesta por 232 paneles led P16. Este medio de publicidad permitirá la generación de recursos frescos para La Liga. De esta manera, el conjunto rojinegro se pone a la par de estadios como los del Amsterdan Arena del Ajax Holandés y de los mejores estadios clase A de la región. El 4 de abril del 2010, antes del clásico nacional ante el Deportivo Saprissa, la ministra de salud, María Luisa Ávila Agüero, declaró oficialmente el estadio como un espacio libre de humo. El 5 de septiembre de 2010 se inauguró la pantalla de alta definición en la esquina noroeste, en un encuentro frente al Club Sport Herediano.
El evento extra deportivo más grande que se ha producido fue el concierto de la Banda inglesa Iron Maiden con aproximadamente 25 000 mil personas. La mayor afluencia de público a un partido de fútbol fue durante un clásico contra el Deportivo Saprissa el 20 de diciembre de 1986, partido en el cual Liga Deportiva Alajuelense ganó 1-0 con un gol del jugador Elías Arias, la taquilla fue de ¢4 121 020 colones y entraron 26 551 aficionados.
El 20 de julio de 2016 se celebró el 50 aniversario de llamarse Alejandro Morera Soto. En el 2017 Alajuelense comienza la transición de césped artificial para instalar gramilla híbrida, sería el primer estadio con este tipo de césped en América. El 6 de agosto queda oficialmente inaugurada la primera gramilla híbrida de América, en un juego de Campeonato de Primera División de Costa Rica entre L. D. Alajuelense vs Santos de Guápiles. La gradería norte lleva el nombre de Marvin Gordon, el camerino de Francisco Gato Álvarez y la gramilla Álvaro Vega.

## Eventos deportivos destacados
Partido relevantes llevados a cabo.
| Partidos destacados              | Partidos destacados | Partidos destacados                       | Partidos destacados | Partidos destacados      | Partidos destacados | Partidos destacados    |
| Fecha                            | Edición             | Competición                               | Fase                | Club                     | Resultado           | Rival                  |
| Finales                          | Finales             | Finales                                   | Finales             | Finales                  | Finales             | Finales                |
| -------------------------------- | ------------------- | ----------------------------------------- | ------------------- | ------------------------ | ------------------- | ---------------------- |
| 7 de febrero de 1987             | 1986                | Copa/Liga de Campeones de la CONCACAF     | Final               | L.D. Alajuelense         | 4-1                 | SV Transvaal           |
| 11 de febrero de 1987            | 1986                | Copa/Liga de Campeones de la CONCACAF     | Final               | L.D. Alajuelense         | 2-1                 | SV Transvaal           |
| 12 de mayo de 2004               | 2004                | Copa/Liga de Campeones de la CONCACAF     | Final               | L.D. Alajuelense         | 4-0                 | Saprissa               |
| 21 de julio de 1987              | 1987                | Copa Interamericana                       | Final               | L.D. Alajuelense         | 0-0                 | River Plate            |
| 30 de noviembre de 2005          | 2005                | Copa Interclubes de la UNCAF              | Final               | L.D. Alajuelense         | 0-1 (4-2.p)         | Olimpia                |
| 28 de junio de 1992              | 1992                | Primera División                          | Final               | L.D. Alajuelense         | 1-0                 | Saprissa               |
| 30 de julio de 1996              | 1995-96             | Primera División                          | Final               | L.D. Alajuelense         | 1-1                 | Cartaginés             |
| 16 de julio de 1997              | 1996-97             | Primera División                          | Final               | L.D. Alajuelense         | 1-1                 | Saprissa               |
| 7 de mayo de 2002                | 2001-02             | Primera División                          | Final               | L.D. Alajuelense         | 4-0                 | Santos                 |
| 28 de mayo de 2005               | 2004-05             | Primera División                          | Final               | L.D. Alajuelense         | 1-0                 | Pérez Zeledón          |
| 19 de diciembre de 2010          | Invierno 2010       | Primera División                          | Final               | L.D. Alajuelense         | 1-1 (4-3.p)         | Herediano              |
| 14 de mayo de 2011               | Verano 2011         | Primera División                          | Final               | L.D. Alajuelense         | 1-0                 | San Carlos             |
| 22 de diciembre de 2012          | Invierno 2012       | Primera División                          | Final               | L.D. Alajuelense         | 0-1 (1-1)           | Herediano              |
| 16 de diciembre de 2019          | 2019                | Primera División                          | Final               | Alajuelense F.F. / CODEA | 1-0                 | Saprissa               |
| 3 de febrero de 2021             | 2020                | Liga CONCACAF                             | Final               | L.D. Alajuelense         | 3-2                 | Saprissa               |
| 5 de junio de 2021               | Apertura 2021       | Primera División                          | Final               | Alajuelense F.F.         | 1-1 (5-4.p)         | Herediano              |
| 13 de noviembre de 2021          | Clausura 2021       | Primera División                          | Final               | Alajuelense F.F.         | 3-1                 | Saprissa               |
| 18 de junio de 2022              | Apertura 2022       | Primera División                          | Final               | Alajuelense F.F.         | 1-0                 | Saprissa               |
| 18 de diciembre de 2022          | Clausura 2022       | Primera División                          | Final               | Alajuelense F.F.         | 3-1                 | Sporting               |
| 3 de junio de 2023               | Apertura 2022       | Primera División                          | Final               | Alajuelense F.F.         | 4-0                 | Sporting               |
| 5 de diciembre de 2023           | 2023                | Copa Centroamericana CONCACAF             | Final               | L.D. Alajuelense         | 1-1                 | Real Estelí            |
| Internacionales                  |                     |                                           |                     |                          |                     |                        |
| 7 de enero de 1985               | 1985                | Amistoso                                  | Amistoso            | L.D. Alajuelense         | 0-5                 | Botafogo               |
| 20 de enero de 1988              | 1988                | Amistoso                                  | Amistoso            | L.D. Alajuelense         | 2-1                 | Colonia                |
| 20 de enero de 1988              | 1988                | Amistoso                                  | Amistoso            | L.D. Alajuelense         | 0-3                 | Stuttgart              |
| 6 de febrero de 1990             | 1990                | Amistoso                                  | Amistoso            | L.D. Alajuelense         | 1-3                 | Stuttgart              |
| 16 de enero de 1994              | 1994                | Copa KLM                                  | Amistoso            | L.D. Alajuelense         | 2-1                 | Paraná Clube           |
| 18 de enero de 1994              | 1994                | Copa KLM                                  | Amistoso            | L.D. Alajuelense         | 0-0                 | Borussia Dortmund      |
| 5 de julio de 2000               | 2000                | Copa Merconorte                           | Fase Grupo          | L.D. Alajuelense         | 2-1                 | Alianza Lima           |
| 21 de septiembre de 2000         | 2000                | Copa Merconorte                           | Fase Grupo          | L.D. Alajuelense         | 2-2                 | Necaxa                 |
| 4 de octubre de 2000             | 2000                | Copa Merconorte                           | Fase Grupo          | L.D. Alajuelense         | 3-0                 | Atlético Nacional      |
| 1 de noviembre de 2004           | 2004                | Copa de las Américas                      | Amistoso            | L.D. Alajuelense         | 1-0                 | Once Caldas            |
| 4 de octubre de 2006             | 2006                | Copa Sudamericana                         | Octavos Final       | L.D. Alajuelense         | 0-4                 | Colo Colo              |
| 13 de febrero de 2002            | 2002                | Copa de Campeones de la CONCACAF          | Octavos Final       | L.D. Alajuelense         | 1-0                 | América                |
| 7 de agosto de 2002              | 2002                | Copa de Campeones de la CONCACAF          | Semifinal           | L.D. Alajuelense         | 2-1                 | Pachuca                |
| 23 de marzo de 2003              | 2003                | Copa de Campeones de la CONCACAF          | Octavos Final       | L.D. Alajuelense         | 4-0                 | New England Revolution |
| 16 de agosto de 2003             | 2003                | Copa de Campeones de la CONCACAF          | Octavos Final       | L.D. Alajuelense         | 3-1                 | América                |
| 17 de marzo de 2004              | 2004                | Copa de Campeones de la CONCACAF          | Cuartos Final       | L.D. Alajuelense         | 3-0                 | San Jose Earthquakes   |
| 14 de agosto de 2004             | 2004                | Copa de Campeones de la CONCACAF          | Cuartos Final       | L.D. Alajuelense         | 1-0                 | Monterrey              |
| 8 de marzo de 2006               | 2006                | Copa de Campeones de la CONCACAF          | Octavos Final       | L.D. Alajuelense         | 1-0                 | New England Revolution |
| 23 de marzo de 2006              | 2006                | Copa de Campeones de la CONCACAF          | Semifinal           | L.D. Alajuelense         | 1-2                 | América                |
| 11 de agosto de 2011             | 2011-12             | Liga de Campeones de la CONCACAF          | Fase Grupo          | L.D. Alajuelense         | 1-0                 | Morelia                |
| 21 de septiembre de 2011         | 2011-12             | Liga de Campeones de la CONCACAF          | Fase Grupo          | L.D. Alajuelense         | 1-0                 | LA Galaxy              |
| 22 de agosto de 2012             | 2012-13             | Liga de Campeones de la CONCACAF          | Fase Grupo          | L.D. Alajuelense         | 2-2                 | Tigres                 |
| 29 de agosto de 2013             | 2013-14             | Liga de Campeones de la CONCACAF          | Fase Grupo          | L.D. Alajuelense         | 1-0                 | América                |
| 1 de abril de 2014               | 2013-14             | Liga de Campeones de la CONCACAF          | Semifinal           | L.D. Alajuelense         | 0-1                 | Toluca                 |
| 21 de octubre de 2014            | 2014-15             | Liga de Campeones de la CONCACAF          | Fase Grupo          | L.D. Alajuelense         | 1-1                 | Cruz Azul              |
| 26 de febrero de 2015            | 2014-15             | Liga de Campeones de la CONCACAF          | Cuartos Final       | L.D. Alajuelense         | 5-2                 | DC United              |
| 7 de abril de 2015               | 2014-15             | Liga de Campeones de la CONCACAF          | Semifinal           | L.D. Alajuelense         | 4-2                 | Montreal Impact        |
| 30 de junio de 2018              | 2018                | Copa Cementos Fortaleza                   | Amistoso            | L.D. Alajuelense         | 0-3                 | Rosario Central        |
| 30 de junio de 2019              | 2019                | Centenario                                | Amistoso            | L.D. Alajuelense         | 1-3                 | Millonarios            |
| 21 de diciembre de 2022          | 2022                | Amistoso                                  | Amistoso            | L.D. Alajuelense         | 3-2                 | Twente                 |
| Selección Nacional de Costa Rica |                     |                                           |                     |                          |                     |                        |
| 2 de agosto de 1983              | 1982                | Amistoso                                  | Amistoso            | Costa Rica               | 3-0                 | Cuba                   |
| 26 de mayo de 1985               | 1986                | Clasificación Copa Mundial                | Primera Fase        | Costa Rica               | 1-1                 | Estados Unidos         |
| 17 de julio de 1988              | 1990                | Clasificación Copa Mundial                | Fase Preliminar     | Costa Rica               | 0-0                 | Panamá                 |
| 7 de febrero de 1989             | 1989                | Amistoso                                  | Amistoso            | Costa Rica               | 2-4                 | Polonia                |
| 25 de noviembre de 1999          | 1999                | Amistoso                                  | Amistoso            | Costa Rica               | 4-0                 | Eslovaquia             |
| 10 de agosto de 2000             | 2000                | Amistoso                                  | Amistoso            | Costa Rica               | 1-5                 | Venezuela              |
| 15 de agosto de 2000             | 2002                | Clasificación Copa Mundial                | Segunda Fase        | Costa Rica               | 2-1                 | Guatemala              |
| 20 de junio de 2001              | 2002                | Clasificación Copa Mundial                | Fase Final          | Costa Rica               | 2-1                 | Jamaica                |
| 29 de marzo de 2003              | 2003                | Amistoso                                  | Amistoso            | Costa Rica               | 2-1                 | Paraguay               |
| 20 de junio de 2004              | 2006                | Clasificación Copa Mundial                | Fase Preliminar     | Costa Rica               | 1-1                 | Cuba                   |
| 18 de agosto de 2004             | 2006                | Clasificación Copa Mundial                | Segunda Fase        | Costa Rica               | 2-5                 | Honduras               |
| Mundial Femenino                 |                     |                                           |                     |                          |                     |                        |
| 16 de marzo de 2014              | 2014                | Copa Mundial Femenina de Fútbol FIFA U-17 | Fase Grupo          | México                   | 4-0                 | Colombia               |
| 16 de marzo de 2014              | 2014                | Copa Mundial Femenina de Fútbol FIFA U-17 | Fase Grupo          | China                    | 4-0                 | Nigeria                |
| 19 de marzo de 2014              | 2014                | Copa Mundial Femenina de Fútbol FIFA U-17 | Fase Grupo          | México                   | 4-0                 | China                  |
| 19 de marzo de 2014              | 2014                | Copa Mundial Femenina de Fútbol FIFA U-17 | Fase Grupo          | Colombia                 | 1-2                 | Nigeria                |
| 22 de marzo de 2014              | 2014                | Copa Mundial Femenina de Fútbol FIFA U-17 | Fase Grupo          | Venezuela                | 1-0                 | Italia                 |
| 22 de marzo de 2014              | 2014                | Copa Mundial Femenina de Fútbol FIFA U-17 | Fase Grupo          | Corea del Norte          | 4-3                 | Alemania               |
| Otros                            |                     |                                           |                     |                          |                     |                        |
| 17 de agosto de 2019             | 2019                | Liga de Campeones de la CONCACAF U-13     | Tercer lugar        | Comunicaciones           | 1-0                 | Universitario          |
| 17 de agosto de 2019             | 2019                | Liga de Campeones de la CONCACAF U-13     | Final               | Philadelphia Union       | 2-1                 | Santa Ana              |

## Goles históricos
Registro de goles históricos anotados en encuentros internacionales disputados por L.D. Alajuelense en el Estadio Morera Soto. Los siguientes son algunos de los goles marcados por los manudos.
| Goles históricos de L. D. Alajuelense | Goles históricos de L. D. Alajuelense | Goles históricos de L. D. Alajuelense | Goles históricos de L. D. Alajuelense | Goles históricos de L. D. Alajuelense | Goles históricos de L. D. Alajuelense |
| Anotación                             | Fecha                                 | Anotador                              | Club                                  | Resultado                             | Rival                                 |
| ------------------------------------- | ------------------------------------- | ------------------------------------- | ------------------------------------- | ------------------------------------- | ------------------------------------- |
| 1                                     | 15 de enero de 1952                   | José Retana                           | L.D. Alajuelense                      | 2-4                                   | Banfield                              |
| 100                                   | 18 de abril de 1991                   | Pastor Fernández                      | L.D. Alajuelense                      | 7-0                                   | Plaza Amador                          |
| 200                                   | 25 de julio de 2002                   | Wilmer López                          | L.D. Alajuelense                      | 5-1                                   | Académica                             |
| 300                                   | 23 de julio de 2011                   | Jonathan McDonald                     | L.D. Alajuelense                      | 1-1                                   | River Plate                           |